# Channel Express
Channel Express war eine britische Fluggesellschaft mit Sitz in Bournemouth-Hurn.

## Geschichte
Die Fluggesellschaft wurde im Januar 1978 gegründet. Unter dem Namen Express Air Services flog sie täglich zu den Kanalinseln. Erst nach Vertragsabschlüssen mit Royal Mail wurde der Name der Airline 1983 in Channel Express geändert.
Zwischenzeitlich ist das Unternehmen vollständig in die britische Fluggesellschaft Jet2.com eingegangen, bis 2006 flogen allerdings noch Maschinen mit der alten Bemalung.

## Flugziele

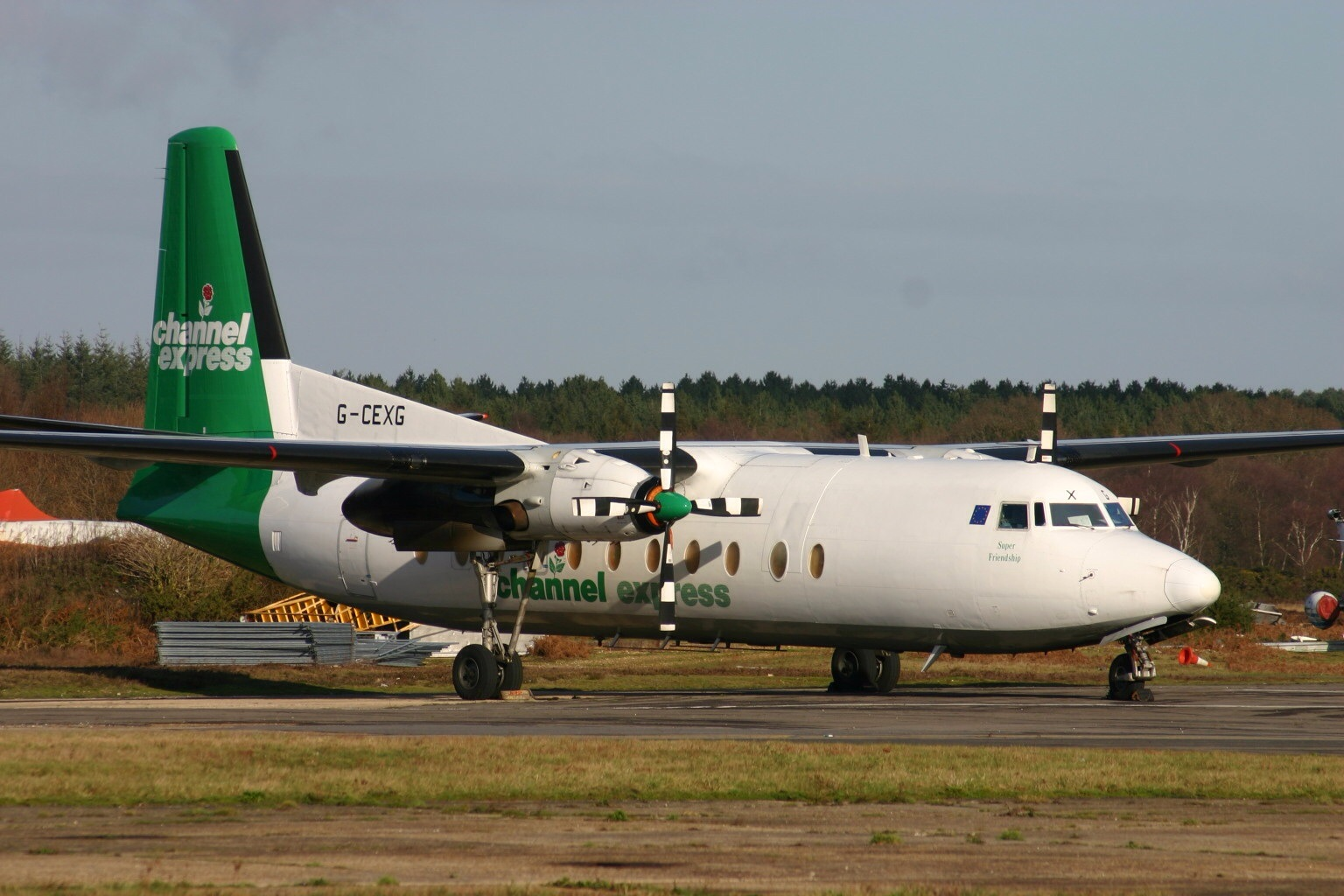
Fokker F-27 der Channel Express, 2005

Channel Express führte Linienflüge zwischen Bournemouth und den Kanalinseln wie auch Frachtflüge durch. Ebenso betätigte sie sich im Charterdienst.

## Flotte
Channel Express betrieb u. a. folgende Flugzeugtypen:
- Airbus A300
- Boeing 737
- Fokker F-27
- Handley Page Herald
- Lockheed L-188 Electra

## Zwischenfälle

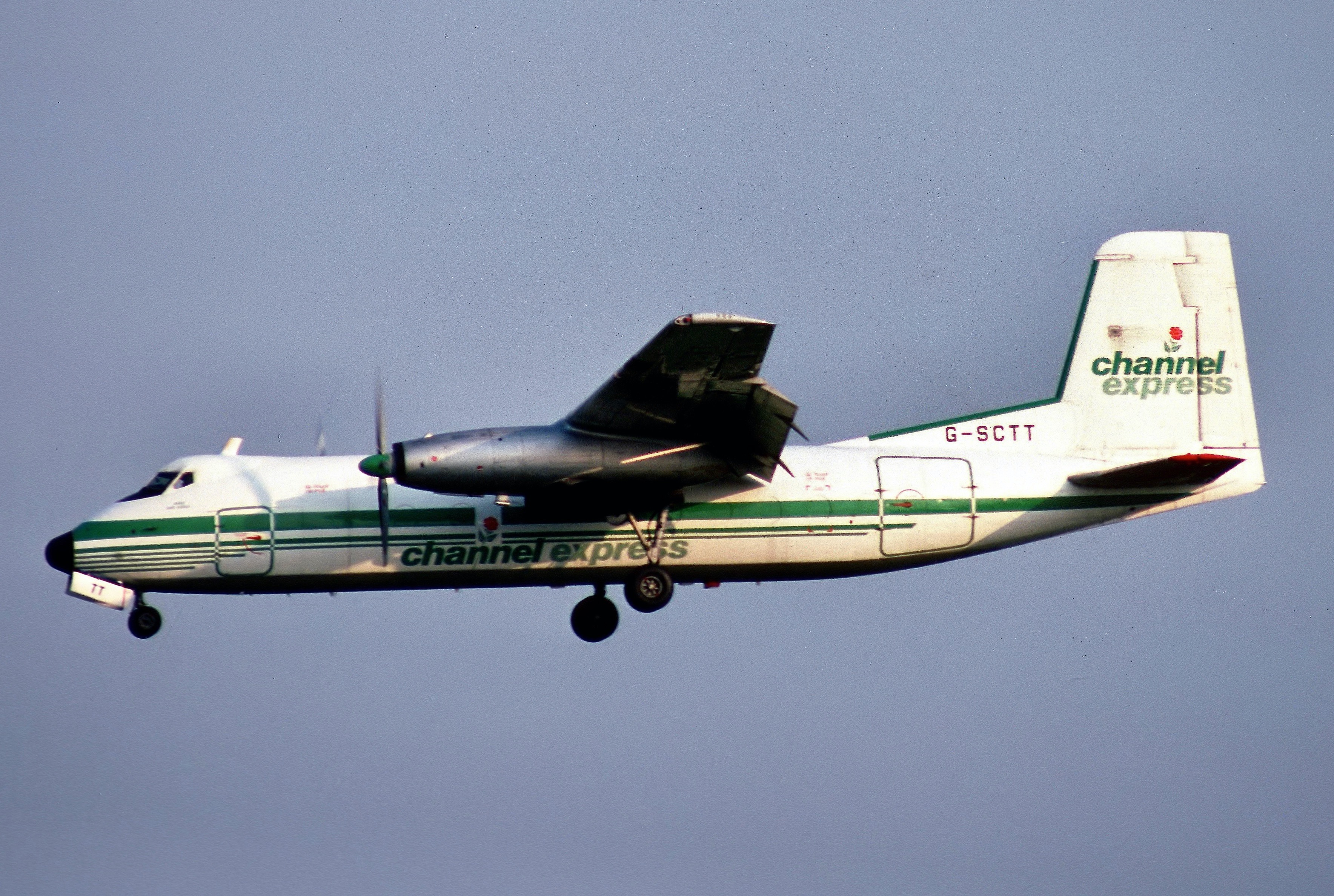
Handley Page Herald der Channel Express, baugleich mit der im April 1997 verunglückten Maschine

Von 1978 bis zur Betriebsübernahme 2006 kam es bei Channel Express zu drei Totalschäden von Flugzeugen. Bei einem davon kamen zwei Menschen ums Leben. Beispiel:
- Am 8. April 1997 kollidierte eine Handley Page Herald 214 der Channel Express (Luftfahrzeugkennzeichen G-ASVO) beim Rollen auf dem Flughafen Bournemouth (Vereinigtes Königreich) mit einem Beleuchtungsmast. Die rechte Tragfläche wurde dabei massiv beschädigt. Das Flugzeug wurde als irreparabel eingestuft und verschrottet. Personen kamen nicht zu Schaden. Es war der letzte Unfall mit einer Handley Page Herald, bevor der Typ am 9. April 1999 außer Betrieb genommen wurde.[3]